# K-Swiss
K-Swiss, Inc. (NASDAQ: KSWS) este o companie americană de încălțăminte cu sediul în Westlake Village, California. Compania creează, dezvoltă și vinde o gamă de pantofi sport sub marca K-Swiss.

## Istoric
K-Swiss a fost fondată în 1966 în Los Angeles, de doi frați elvețieni, care au devenit interesați de tenis după ce au emigrat în Statele Unite, unde au introdus prima oară pantofii de piele pentru tenis.
În 1986 Steven Nichols, în timp ce lucra pentru Stride Rite, a fost așa de impresionat de pantofii de tenis K-Swiss încât a încercat să îi convingă pe șefii săi să cumpere compania K-Swiss. Atunci când superiorii săi au refuzat propunerea, el s-a îndreptat către un grup de investitori care au cumpărat compania cu 20 de milioane de dolari.
Sportivi de talie mondială în prezent au parteneriate cu K-Swiss, inclusiv Jillian Michaels, Gael Monfils, Alona Bondarenko, Michaëlla Krajicek, Chris Lieto, Luke McKenzie, Terenzo Bozzone, Katya Mayer, Leanda Cave, Liezel Huber, Cara Black, Vera Zvonareva, Mardy Fish, Sam Querrey și Bob and Mike Bryan.